# Aleuritopteris thwaitesii
Aleuritopteris thwaitesii là một loài thực vật có mạch trong họ Adiantaceae. Loài này được (Mett. ex Kuhn) Saiki miêu tả khoa học đầu tiên năm 1984.